# Nova Gales do Sul
Nova Gales do Sul (em inglês:  New South Wales, abreviado como NSW) é um estado na costa leste da Austrália. Faz fronteira com Queensland ao norte, Vitória ao sul e Austrália Meridional a oeste. Sua costa faz fronteira com os mares de Coral e da Tasmânia, a leste. O Território da Capital Australiana é um enclave dentro do estado. A capital de Nova Gales do Sul é Sydney, que também é a cidade mais populosa da Austrália. Em março de 2019, a população de Nova Gales do Sul era superior a 8 milhões, tornando-se o estado mais populoso da Austrália. Pouco menos de dois terços da população do estado, cerca de 5,1 milhões, vive na área da Grande Sydney. Os habitantes de Nova Gales do Sul são chamados de sul-neogaleses ou neogaleses-do-sul.
A Colônia de Nova Gales do Sul foi fundada como uma colônia penal em 1788. Originalmente compreendia mais da metade do continente australiano, com seu limite ocidental estabelecido no Meridiano 129 E em 1825. A colônia também incluía os territórios insulares da Nova Zelândia, Terra de Van Diemen, Ilha de Lord Howe e Ilha Norfolk. Durante o século XIX, a maior parte da área da colônia foi dividida para formar colônias britânicas separadas que acabaram se tornando a Nova Zelândia e os vários estados e territórios da Austrália. No entanto, a Colônia do Rio Swan nunca foi administrada como parte de Nova Gales do Sul.
A Ilha de Lord Howe permanece parte de Nova Gales do Sul, enquanto a Ilha Norfolk se tornou um território federal, assim como as áreas agora conhecidas como Território da Capital Australiana e Território da Baía Jervis.

## História

### Aborígenes australianos
Os habitantes originais de Nova Gales do Sul eram as tribos aborígines que chegaram à Austrália há cerca de 40 mil a 60 mil anos. Antes da colonização europeia, havia cerca de 250 mil aborígines na região.
Os povos wodiwodi são os guardiões originais da região de Illawarra, no sul de Sydney. Falam uma variante da língua dharawal, os povos Wodiwodi viviam em um grande pedaço de terra que era aproximadamente cercado pelos lugares que hoje são conhecidos como Campbelltown, rio Shoalhaven e Moss Vale.
Os povos bundjalung são os guardiões originais de partes das áreas costeiras do norte.

### 1788 – Colonização britânica

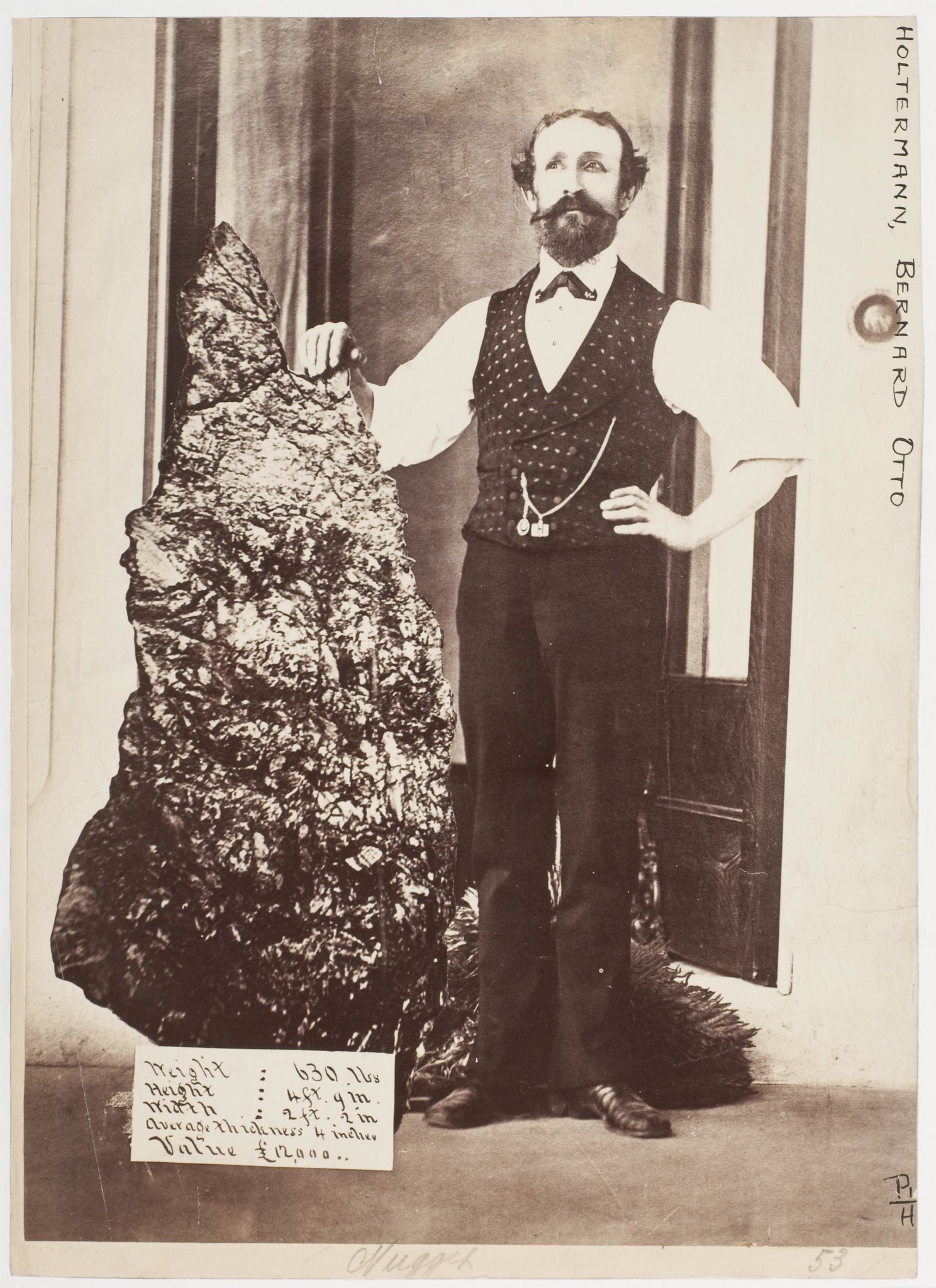
Pepita de ouro de 286 kg desenterrada em 1872 de Hill End durante a corrida do ouro.

Em 1770, o tenente James Cook foi o primeiro europeu a visitar Nova Gales do Sul quando conduziu uma pesquisa ao longo da costa leste não mapeada do continente holandês da Nova Holanda, que hoje é chamado de Austrália. Em seus diários originais cobrindo a pesquisa para atender às ordens do Almirantado, Cook primeiramente nomeou a terra "Nova Gales", em homenagem ao País de Gales. No entanto, na cópia do Almirantado, ele revisou o texto e mudou o nome para "Nova Gales do Sul".
O primeiro assentamento britânico foi realizado pelo que é conhecido na história australiana como a First Fleet, isso foi liderado pelo capitão Arthur Phillip, que assumiu o papel de governador do assentamento na chegada de 1788 a 1792.
Depois de anos de caos e anarquia após a derrubada do governador William Bligh, um novo governador, tenente-coronel, e depois major-general, Lachlan Macquarie, foi enviado da Grã-Bretanha para reformar o assentamento em 1809. Durante seu tempo como governador, Macquarie encomendou a construção de estradas, cais, igrejas e prédios públicos. Também enviou exploradores de Sydney e empregou um planejador para projetar o leiaute das ruas de Sydney. O legado de Macquarie ainda é evidente hoje.

### Meados do século XIX
Durante o século XIX, grandes áreas foram sucessivamente separadas para formar as colônias britânicas da Tasmânia (proclamada como uma colônia separada chamada de Terra de Van Diemen em 1825), Austrália Meridional (1836), Vitória (1851) e Queensland (1859). O governo responsável foi concedido à Colônia de Nova Gales do Sul em 1855. Após o Tratado de Waitangi, William Hobson declarou soberania britânica sobre a Nova Zelândia em 1840. Em 1841, foi separada da colônia de Nova Gales do Sul para formar a nova Colônia da Nova Zelândia.
Charles Darwin visitou a Austrália em janeiro de 1836 e em A Viagem do Beagle (capítulo 19 da 11ª edição) registra suas hesitações e fascínio pela Nova Gales do Sul, incluindo suas especulações sobre a origem geológica e a formação dos grandes vales, a população aborígine, a situação dos condenados e as perspectivas futuras do país.

### 1901 – Federação da Austrália
No final do século XIX, o movimento de federação entre as colônias australianas ganhou impulso. Convenções e fóruns envolvendo líderes de colônias eram realizados regularmente. Os defensores de Nova Gales do Sul como um estado de livre-comércio estavam em disputa com a outra colônia líder, Vitória, que tinha uma economia protecionista. Nessa época, os postos aduaneiros eram comuns nas fronteiras, mesmo no rio Murray.
Viajar de Nova Gales do Sul para Vitória naquela época era muito difícil. Os partidários da federação incluíam o primeiro-ministro de Nova Gales do Sul, Sir Henry Parkes, cujo discurso em Tenterfield em 1889 foi essencial para reunir apoio ao envolvimento de Nova Gales do Sul. Edmund Barton, que mais tarde se tornaria o primeiro primeiro-ministro da Austrália, foi outro forte defensor da federação e uma reunião realizada em Corowa em 1893 esboçou uma constituição inicial.[carece de fontes?]
Em 1898, foram realizados referendos populares sobre a federação proposta em Nova Gales do Sul, Vitória, Austrália Meridional e Tasmânia. Todos os votos resultaram em maioria a favor, mas o governo de Nova Gales do Sul, sob o comando do primeiro-ministro George Reid (conhecido popularmente como "sim–não Reid" por causa de suas constantes mudanças de opinião sobre o assunto) havia estabelecido um requisito para um voto mais alto "sim" do que apenas uma maioria simples que não foi cumprida.
Em 1899, outros referendos foram realizados nos mesmos estados e em Queensland (mas não na Austrália Ocidental). Todos resultaram em votos a favor com maiorias aumentadas em relação ao ano anterior. Nova Gales do Sul cumpriu as condições que seu governo havia estabelecido para um voto a favor. Como um compromisso para a pergunta sobre onde a capital seria localizada, foi feito um acordo de que o local deveria estar dentro de Nova Gales do Sul, mas não a menos de 161 quilômetros de Sydney, enquanto a capital provisória seria Melbourne. Eventualmente, a área que agora forma o Território da Capital Australiana foi cedida por Nova Gales do Sul quando a cidade de Camberra foi selecionada.

### Início do século XX

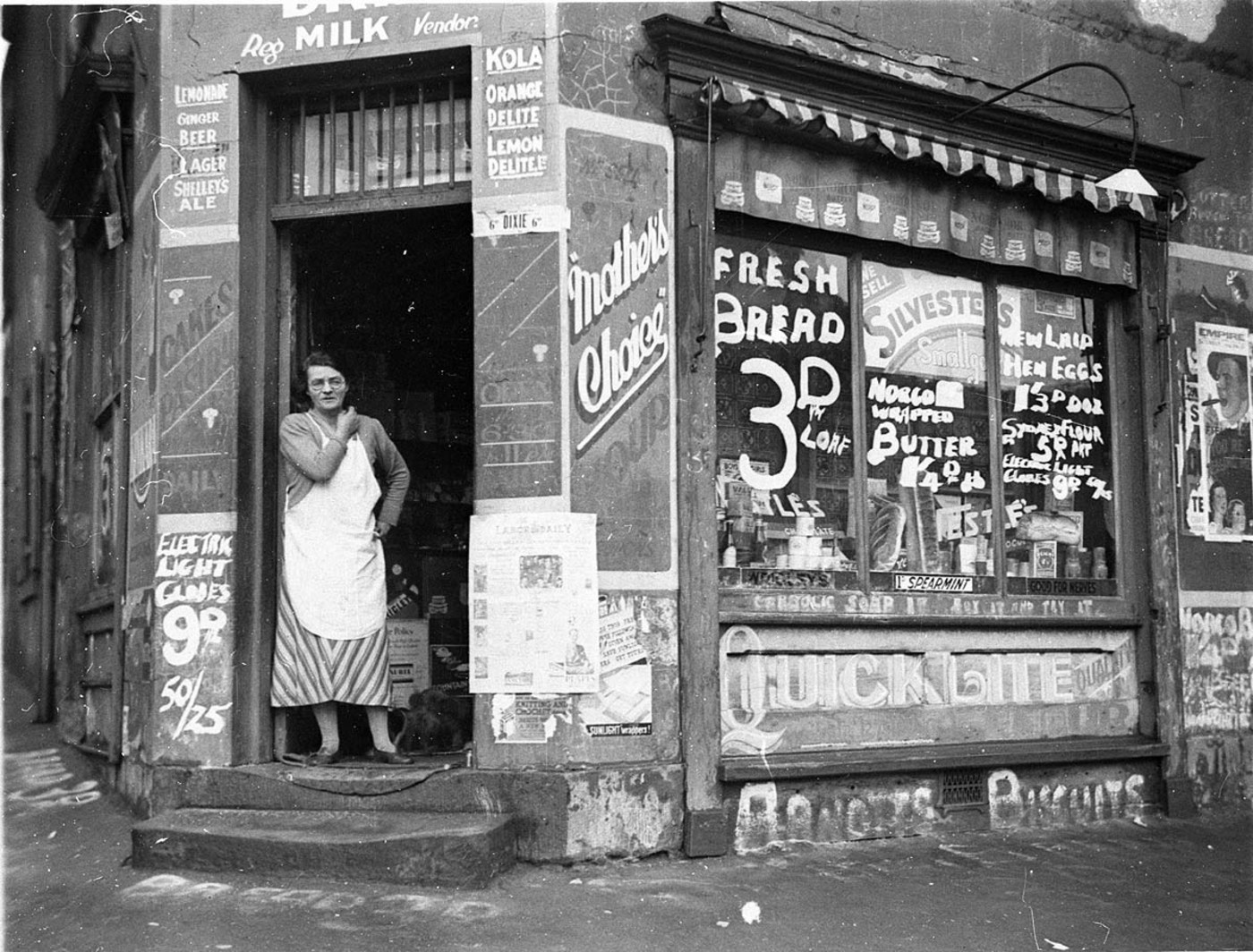
Os efeitos da Grande Depressão em uma pequena empresa em Surry Hills, um subúrbio de Sydney (1934).

Nos anos seguintes à Primeira Guerra Mundial, os altos preços praticados durante a guerra caíram com a retomada do comércio internacional. Os agricultores ficaram cada vez mais descontentes com os preços fixos pagos pelas autoridades obrigatórias de marketing estabelecidas como uma medida de guerra pelo governo Hughes. Em 1919, os agricultores formaram o Country Party, liderado em nível nacional por Earle Page, médico de Grafton, e em nível estadual por Michael Bruxner, um pequeno agricultor de Tenterfield.
A Grande Depressão, iniciada em 1929, deu início a um período de conflito político e de classe em Nova Gales do Sul. O desemprego em massa e o colapso dos preços das commodities arruinaram os trabalhadores da cidade e os agricultores. O beneficiário do descontentamento resultante não foi o Partido Comunista, que permaneceu pequeno e fraco, mas o populismo trabalhista de Jack Lang. O segundo governo de Lang foi eleito em novembro de 1930, com a política de repudiar a dívida de Nova Gales do Sul com detentores de títulos britânicos e usar o dinheiro para ajudar os desempregados através de obras públicas. Isso foi denunciado como ilegal pelos conservadores e também pelo governo federal trabalhista de James Scullin. O resultado foi que os apoiadores de Lang no Caucus federal derrubaram o governo de Scullin, causando uma segunda divisão amarga no Partido Trabalhista. Em maio de 1932, o governador, Sir Philip Game, demitiu seu governo. A eleição subsequente foi vencida pela oposição conservadora.

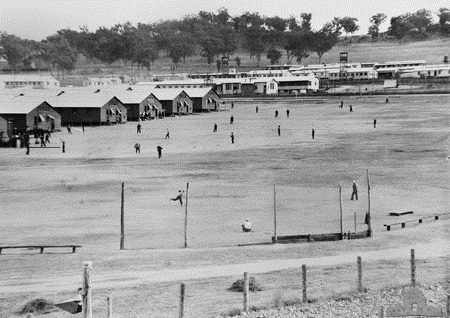
Campo de prisioneiros de guerra japoneses em Cowra, 1944

Com a eclosão da Segunda Guerra Mundial, em 1939, as diferenças entre Nova Gales do Sul e os outros estados que surgiram no século XIX desapareceram como resultado do desenvolvimento econômico e da federação por trás de um muro de tarifas protetoras. Nova Gales do Sul continuou a superar Vitória como o centro da indústria e, cada vez mais, das finanças e do comércio. O trabalho voltou ao cargo sob a liderança moderada de William McKell em 1941 e permaneceu no poder por 24 anos. A Segunda Guerra Mundial viu outro aumento no desenvolvimento industrial de Nova Gales para atender às necessidades de uma economia de guerra e também à eliminação do desemprego.

### Período pós-guerra
Labor permaneceu no poder até 1965. No final de seu mandato, anunciou um plano para a construção de uma instalação de ópera/artes em Bennelong Point. O concurso de design foi vencido por Jørn Utzon. A controvérsia sobre o custo da Ópera de Sydney tornou-se uma questão política e foi um fator na eventual derrota do Partido Trabalhista em 1965 pelo conservador Partido Liberal, liderado por Sir Robert Askin. Sir Robert continua sendo uma figura controversa, com os defensores afirmando que ele é reformista, especialmente em termos de reformulação da economia de Nova Gales. Outros, no entanto, consideram a era Askin sinônimo de corrupção.

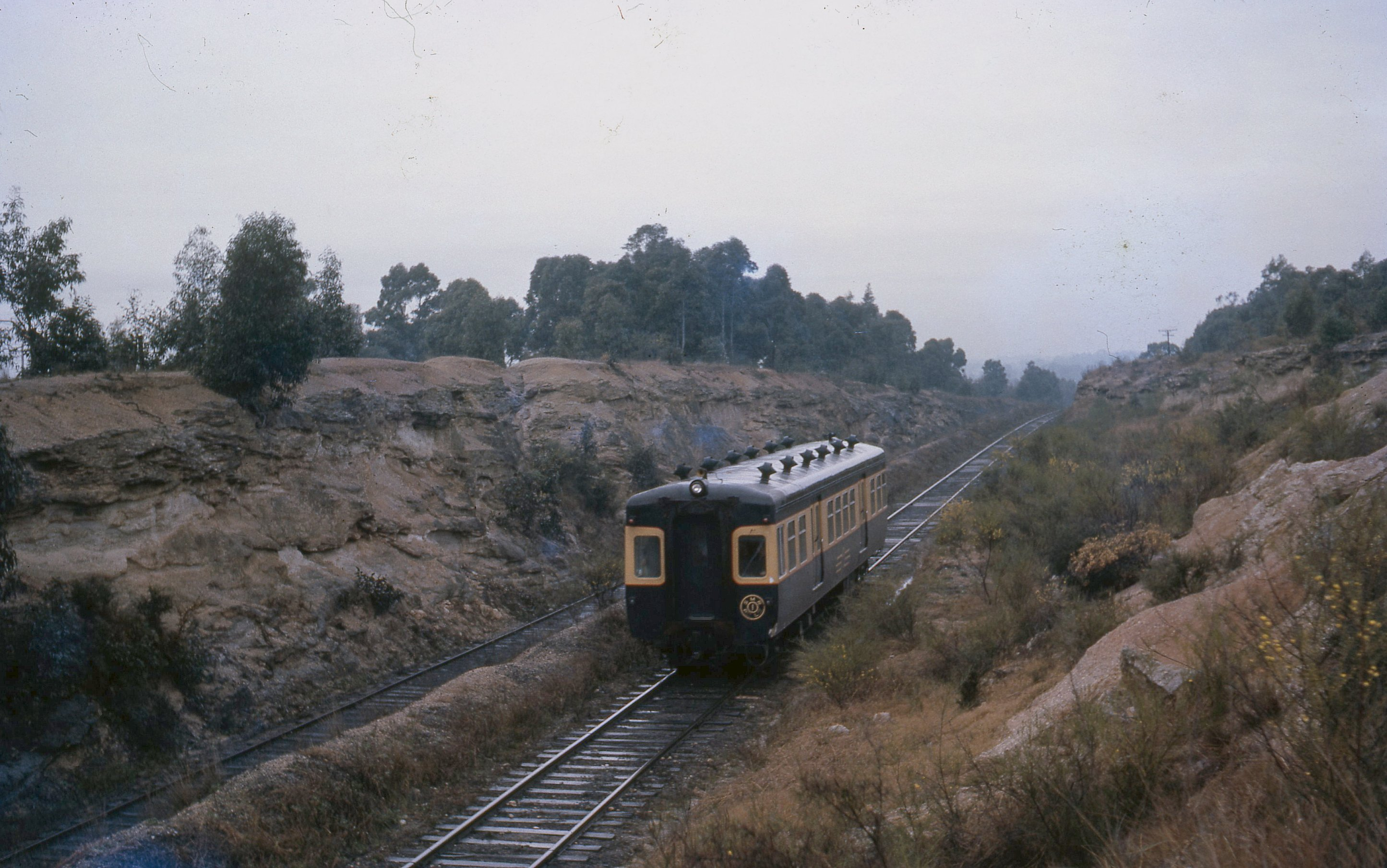
Um vagão de trem de curta duração na Ferrovia South Maitland (SMR) viajando entre Weston e Abermain, 1962. A SMR é notável por ser o penúltimo sistema na Austrália a usar transporte a vapor.

No final da década de 1960, um movimento secessionista na região do estado da Nova Inglaterra levou a um referendo sobre o assunto. O novo estado consistiria em grande parte do norte de Nova Gales do Sul, incluindo Newcastle. O referendo foi derrotado por pouco e, a partir de 2010, não havia campanhas ativas ou organizadas para novos estados a partir de partes de Nova Gales.
A demissão de Askin em 1975 foi seguida por várias eras de primeiros-ministros de curta duração pelos líderes do Partido Liberal. Quando uma eleição geral ocorreu em 1976, o ALP sob Neville Wran voltou ao poder. Wran foi capaz de transformar essa vitória estreita de um assento em vitórias esmagadoras (conhecidas como Wranslide) em 1978 e 1981.
Depois de conquistar uma maioria confortável, porém reduzida, em 1984, Wran renunciou ao cargo de primeiro-ministro e deixou o parlamento. Seu substituto, Barrie Unsworth, lutou para sair da sombra de Wran e perdeu as eleições de 1988 contra um Partido Liberal ressurgente, liderado por Nick Greiner. Unsworth foi substituído como líder do ALP por Bob Carr. Inicialmente, Greiner era um líder popular que instigava reformas, como a criação da Comissão Independente Contra a Corrupção (ICAC). Greiner convocou uma eleição rápida em 1991, que os liberais deveriam vencer. No entanto, o ALP pesquisou extremamente bem e os liberais perderam a maioria e precisaram do apoio de independentes para manter o poder.
Greiner foi acusado (pelo ICAC) de ações corruptas envolvendo uma alegação de que uma posição do governo foi oferecida para tentar um independente (que havia desertado dos liberais) a renunciar ao seu lugar para que o partido liberal pudesse recuperá-lo e aumentar seus números. Greiner renunciou, mas depois foi liberado da pena de corrupção. Seu substituto como líder liberal e primeiro-ministro foi John Fahey, cujo governo garantiu a Sydney o direito de sediar os Jogos Olímpicos de Verão de 2000. Nas eleições de 1995, o governo de Fahey perdeu por pouco e o ALP sob Bob Carr voltou ao poder.

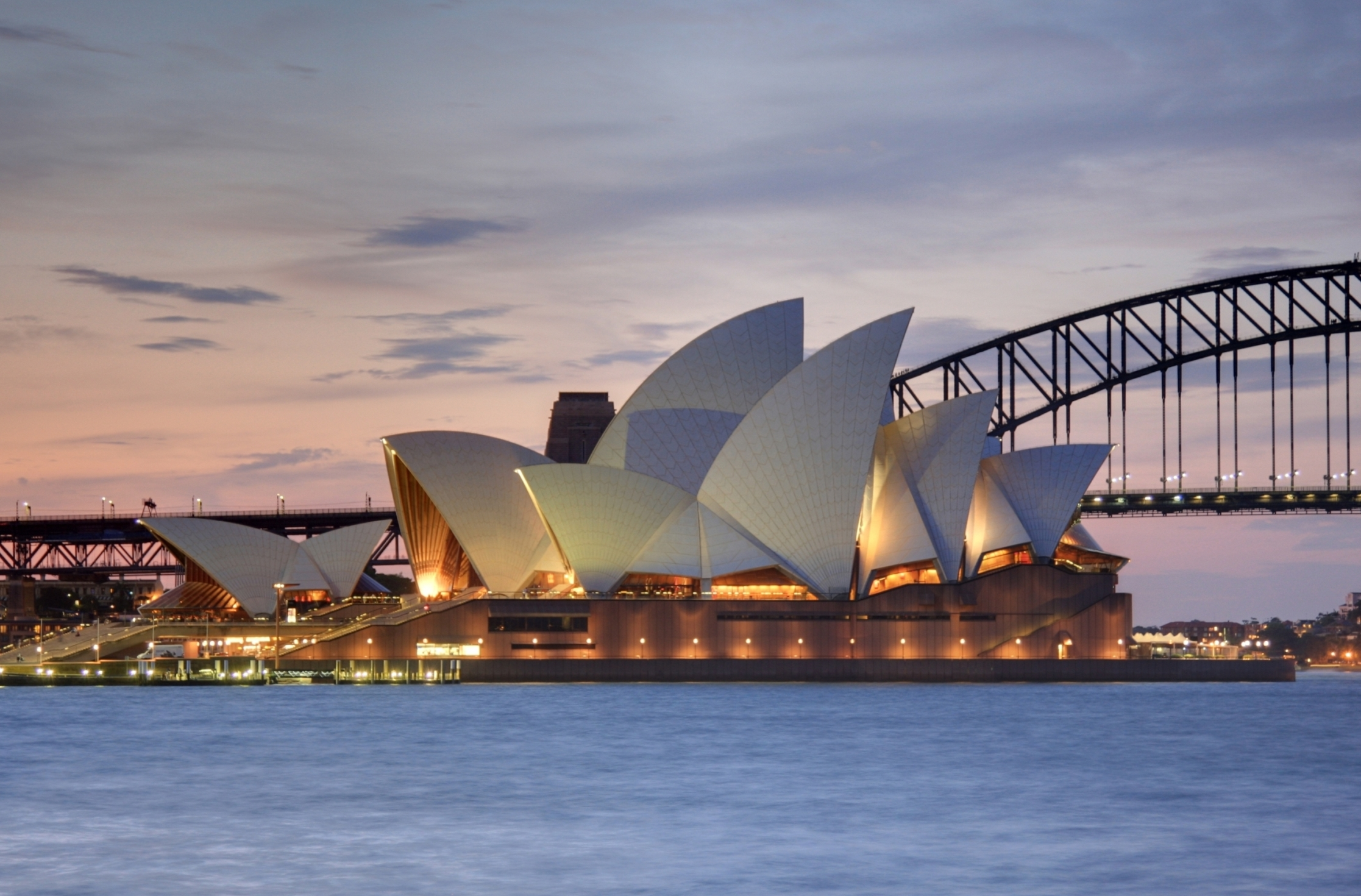
A Ópera de Sydney foi concluída em 1973 e se tornou um Patrimônio Mundial.

Como Wran antes dele, Carr conseguiu transformar uma maioria estreita em vitórias esmagadoras nas próximas duas eleições (1999 e 2003). Durante essa época, Nova Gales do Sul sediou as Olimpíadas de Sydney em 2000, consideradas internacionalmente muito bem-sucedidas e ajudou a aumentar a popularidade de Carr. Carr surpreendeu a maioria das pessoas ao renunciar ao cargo em 2005. Ele foi substituído por Morris Iemma, que permaneceu como primeiro-ministro após ser reeleito nas eleições estaduais de março de 2007, até ser substituído por Nathan Rees em setembro de 2008. Rees foi posteriormente substituído por Kristina Keneally em dezembro de 2009. O governo de Keneally foi derrotado nas eleições estaduais de 2011 e Barry O'Farrell se tornou primeiro-ministro em 28 de março. Em 17 de abril de 2014, O'Farrell se destacou como primeiro-ministro após enganar uma investigação do ICAC referente a um presente de uma garrafa de vinho. O Partido Liberal então elegeu o tesoureiro Mike Baird como líder do partido e primeiro-ministro. Baird renunciou ao cargo de primeiro-ministro em 23 de janeiro de 2017 e foi substituído por Gladys Berejiklian.

## Geografia

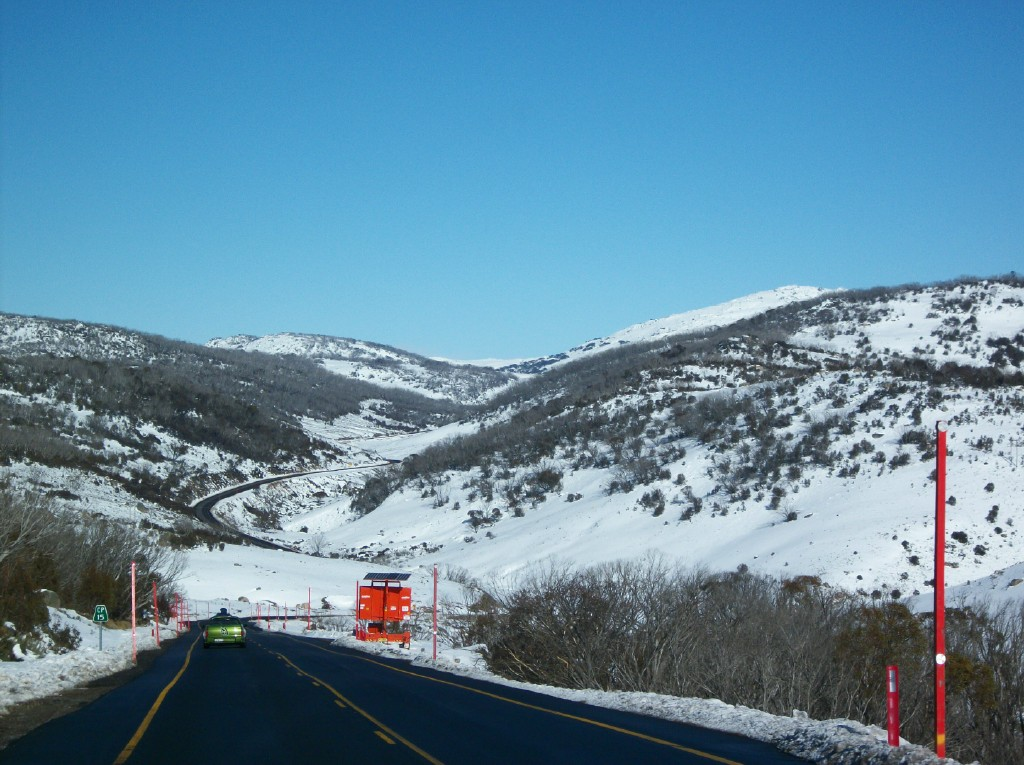
As Montanhas Nevadas, sul de Nova Gales do Sul.

Com uma população de mais de 8 milhões de habitantes me 2019, e uma área total de 809 444 quilômetros quadrados, Nova Gales do Sul é o estado mais populoso da Austrália e o quinto maior em extensão territorial. Nova Gales do Sul faz fronteira com Queensland ao norte, a oeste com a Austrália Meridional, a sul com Vitória e a leste pelo Mar de Coral e Mar da Tasmânia. O Território da Capital Australiana e o Território da Baía de Jervis formam uma entidade administrada separadamente, que faz fronteira inteiramente com o estado de Nova Gales do Sul. O estado pode ser dividido geograficamente em quatro áreas. As três maiores cidades de Nova Gales do Sul, Sydney, Newcastle e Wollongong, ficam perto do centro de uma estreita faixa costeira que se estende de áreas temperadas frias na costa sul distante até áreas subtropicais perto da fronteira com Queensland.
A região de Illawarra está centralizada na cidade de Wollongong, com Shoalhaven, Eurobodalla e a Costa de Safira ao sul. A Costa Central fica entre Sydney e Newcastle, com as regiões Mid North Coast e Northern Rivers chegando ao norte até a fronteira com Queensland. O turismo é importante para as economias das cidades costeiras, como Coffs Harbour, Lismore, Nowra e Port Macquarie, mas a região também produz frutos do mar, carne bovina, laticínios, frutas, cana-de-açúcar e madeira.

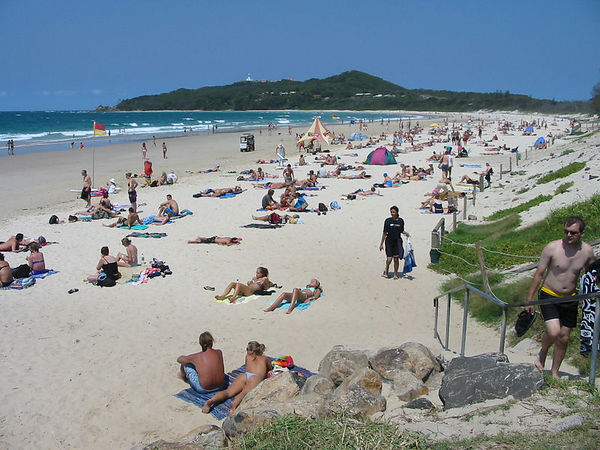
Praia de Byron Bay, no norte de Nova Gales do Sul

A Grande Cordilheira Divisória se estende de Vitória, no sul, através de Nova Gales do Sul a Queensland, paralela à estreita planície costeira. Esta área inclui as Montanhas Nevadas, os Planaltos Setentrionais, Centrais e Meridionais, as Terras Altas do Sul e as Encostas do Sudoeste. Embora não seja particularmente íngreme, muitos picos da escala ultrapassam mil metros (3 281 pés), sendo o mais alto o Monte Kosciuszko, com 2 229 metros (7 313 pés). O esqui na Austrália começou nessa região, em Kiandra por volta de 1861. A temporada relativamente curta de esqui sustenta a indústria do turismo nas Montanhas Nevadas. A agricultura, particularmente a indústria da lã, é importante em todo o planalto. Os principais centros incluem Armidale, Bathurst, Bowral, Goulburn, Inverell, Orange, Queanbeyan e Tamworth.
As encostas e planícies ocidentais ocupam uma parte significativa da área do estado e têm uma população muito mais escassa do que as áreas mais próximas da costa. A agricultura é central para a economia das encostas ocidentais, particularmente a região de Riverina e a área de irrigação do rio Murrumbidgee, no sudoeste do estado. Cidades regionais como Albury, Dubbo, Griffith e Wagga Wagga e cidades como Deniliquin, Leeton e Parkes existem principalmente para atender a essas regiões agrícolas. As encostas ocidentais descem lentamente para as planícies ocidentais que compreendem quase dois terços do estado e são em grande parte áridas ou semiáridas. A cidade mineira de Broken Hill é o maior centro nesta área. O centro geográfico de Nova Gales do Sul está localizada a 33 quilômetros a oeste-noroeste de Tottenham.

### Clima

Tipos climáticos de Nova Gales do Sul na classificação climática de Köppen-Geiger.

A maior parte de Nova Gales do Sul, a oeste da Grande Cordilheira Divisória, possui um clima de desértico (BW) a semiárido (BS), de acordo com a classificação climática de Köppen. A pluviosidade média é de 150 a 500 milímetros (5,9 a 19,7 polegadas) por ano na maior parte da região. As temperaturas do verão podem ser muito quentes, enquanto as noites de inverno podem ser bastante frias nesta região. As chuvas variam em todo o estado. O extremo noroeste recebe ao menos 180 mm (7 pol) por ano, enquanto o leste recebe entre 700 e 1,4 mil mm (28 a 55 pol) de chuva.
O clima ao longo da planície costeira a leste da faixa varia de oceânico (Cfb) no sul a subtropical úmido (Cfa) na metade norte do estado, logo acima de Wollongong. A precipitação é mais alta nesta área, no entanto, ainda varia de cerca de 800 milímetros (31 polegadas) a 3 mil milímetros (120 polegadas) nas áreas mais úmidas, como por exemplo, em Dorrigo. Ao longo da costa sul, as chuvas são mais intensas no inverno devido às frentes frias que se deslocam pelo sul da Austrália, enquanto no extremo norte, ao redor de Lismore, as chuvas são mais fortes no verão nos sistemas tropicais e, ocasionalmente, até nos ciclones.
O clima na metade sul do estado é geralmente de fresco a quente no verão e frio no inverno. As estações do ano são mais definidas na metade sul do estado, especialmente quando se desloca para o interior em direção a encostas do sudoeste, centro-oeste e região de Riverina. O clima na região nordeste do estado, ou na costa norte, na fronteira com Queensland, é quente e úmido no verão e ameno no inverno. Os Planaltos Setentrionais, que também estão na costa norte, têm verões relativamente amenos e invernos frios, devido à sua alta elevação na Grande Cordilheira Divisória.
Os picos ao longo da Grande Cordilheira Divisória variam de 500 metros (1 640 pés) a mais de 2 mil metros (6 562 pés) acima do nível do mar. As temperaturas podem ser frescas ou frias no inverno, com geadas e nevascas frequentes, e raramente são quentes no verão devido à elevação. Lithgow tem um clima típico da região, assim como as cidades regionais de Orange, Cooma, Oberon e Armidale. Esses lugares se enquadram na variedade subtropical de altitude do clima oceânico (Cwb). As chuvas são moderadas nessa área, variando de 600 a 800 mm (24 a 31 pol).
A queda de neve é comum nas partes mais altas da cordilheira, às vezes ocorrendo no norte até a fronteira com Queensland. Nos picos mais altos das Montanhas Nevadas, o clima pode ser oceânico subpolar (Cfc) e até alpino (E) nos picos mais altos, com temperaturas muito frias e neve pesada. As Montanhas Azuis, os Planaltos Meridionais e Centrais, situadas na Grande Cordilheira Divisória, têm verões que variam de amenos a quentes e invernos frios, embora não tão severos quanto os das Montanhas Nevadas.
A temperatura mais alta já registrada em Nova Gales do Sul foi de 49,7 °C (121 °F) em Menindee, no oeste do estado, em 10 de janeiro de 1939. A temperatura mais baixa foi de −23 °C (−9 °F) em Charlotte Pass, nas Montanhas Nevadas em 29 de junho de 1994. Essa também é a temperatura mais baixa registrada em toda a Austrália, excluindo o Território Antártico Australiano.
| Dados climatológicos para Nova Gales do Sul em 2014 | Dados climatológicos para Nova Gales do Sul em 2014 | Dados climatológicos para Nova Gales do Sul em 2014 | Dados climatológicos para Nova Gales do Sul em 2014 | Dados climatológicos para Nova Gales do Sul em 2014 | Dados climatológicos para Nova Gales do Sul em 2014 | Dados climatológicos para Nova Gales do Sul em 2014 | Dados climatológicos para Nova Gales do Sul em 2014 | Dados climatológicos para Nova Gales do Sul em 2014 | Dados climatológicos para Nova Gales do Sul em 2014 | Dados climatológicos para Nova Gales do Sul em 2014 | Dados climatológicos para Nova Gales do Sul em 2014 | Dados climatológicos para Nova Gales do Sul em 2014 | Dados climatológicos para Nova Gales do Sul em 2014 |
| Mês                                                 | Jan                                                 | Fev                                                 | Mar                                                 | Abr                                                 | Mai                                                 | Jun                                                 | Jul                                                 | Ago                                                 | Set                                                 | Out                                                 | Nov                                                 | Dez                                                 | Ano                                                 |
| --------------------------------------------------- | --------------------------------------------------- | --------------------------------------------------- | --------------------------------------------------- | --------------------------------------------------- | --------------------------------------------------- | --------------------------------------------------- | --------------------------------------------------- | --------------------------------------------------- | --------------------------------------------------- | --------------------------------------------------- | --------------------------------------------------- | --------------------------------------------------- | --------------------------------------------------- |
| Temperatura máxima recorde (°C)                     | 49,7                                                | 48,5                                                | 45,0                                                | 40,0                                                | 34,4                                                | 31,0                                                | 31,7                                                | 37,8                                                | 39,6                                                | 43,9                                                | 46,8                                                | 48,9                                                | 49,7                                                |
| Temperatura mínima recorde (°C)                     | −5,6                                                | −7,0                                                | −7,2                                                | −13,0                                               | −13,4                                               | −23,0                                               | −19,6                                               | −20,6                                               | −16,7                                               | −12,0                                               | −9,4                                                | −7,0                                                | −23,0                                               |
| Fonte: Bureau of Meteorology                        |                                                     |                                                     |                                                     |                                                     |                                                     |                                                     |                                                     |                                                     |                                                     |                                                     |                                                     |                                                     |                                                     |

## Demografia
A população estimada de Nova Gales do Sul no final de setembro de 2018 era de 8 023 700 pessoas, representando aproximadamente 31,96% da população da Austrália e tornando-o o estado mais populoso do país.
Em junho de 2017, Sydney abrigava quase dois terços (65,3%) da população do estado de Nova Gales do Sul.

### Cidades
| Posição | Local                            | População (2014) | Taxa de crescimento em 10 anos | Densidade populacional (/km²) |
| ------- | -------------------------------- | ---------------- | ------------------------------ | ----------------------------- |
| 1       | Grande Sydney                    | 4 840 628        | 15,7%                          | 391,4                         |
| 2       | Newcastle e Lake Macquarie       | 368 131          | 9,0%                           | 423,1                         |
| 3       | Illawarra                        | 296 845          | 9,3%                           | 192,9                         |
| 4       | Hunter Valley                    | 264 087          | 16,2%                          | 12,3                          |
| 5       | Richmond Tweed                   | 242 116          | 8,9%                           | 23,6                          |
| 6       | Região da Capital                | 220 944          | 10,9%                          | 4,3                           |
| 7       | Mid North Coast                  | 212 787          | 9,2%                           | 11,3                          |
| 8       | Central West                     | 209 850          | 7,9%                           | 3,0                           |
| 9       | New England e North West         | 186 262          | 5,3%                           | 1,9                           |
| 10      | Riverina                         | 158 144          | 4,7%                           | 2,8                           |
| 11      | Terras Altas do Sul e Shoalhaven | 146 388          | 10,4%                          | 21,8                          |
| 12      | Coffs Harbour-Grafton            | 136 418          | 7,6%                           | 10,3                          |
| 13      | Far West and Orana               | 119 742          | 0,3%                           | 0,4                           |
| 14      | Murray                           | 116 130          | 4,0%                           | 1,2                           |
| −       | Nova Gales do Sul                | 7 518 472        | 10,4%                          | 13,0                          |

| Posição no estado | Posição na Austrália | Áreas urbanas                      | População em 2014 | Taxa de crescimento de 10 anos |
| ----------------- | -------------------- | ---------------------------------- | ----------------- | ------------------------------ |
| 1                 | 1                    | Sydney                             | 4 451 841         | 16,1%                          |
| 2                 | 7                    | Newcastle – Maitland               | 430 755           | 11,3%                          |
| 3                 | 9                    | Central Coast                      | 323 079           | 10,5%                          |
| 4                 | 11                   | Wollongong                         | 289 236           | 9,2%                           |
| 5                 | 26                   | Coffs Harbour                      | 68 052            | 11,2%                          |
| 6                 | 34                   | Albury                             | 61 146            | 8,2%                           |
| 7                 | 28                   | Wagga Wagga                        | 55 364            | 10,5%                          |
| 8                 | 33                   | Port Macquarie                     | 44 875            | 13,7%                          |
| 9                 | 34                   | Tamworth                           | 41 810            | 12,0%                          |
| 10                | 36                   | Orange                             | 39 766            | 13,3%                          |
| 11                | 39                   | Bowral – Mittagong                 | 37 495            | 9,6%                           |
| 12                | 40                   | Dubbo                              | 36 622            | 9,2%                           |
| 13                | 42                   | Bathurst                           | 35 391            | 15,3%                          |
| 14                | 43                   | Nowra – Bomaderry                  | 35 383            | 13,4%                          |
| 15                | 49                   | Lismore                            | 29 388            | 3,3%                           |
| 16                | 54                   | Nelson Bay – Corlette              | 27 135            | 16,0%                          |
| 17                | 55                   | Taree                              | 26 448            | 2,3%                           |
| 18                | 57                   | Ballina                            | 25 058            | 6,5%                           |
| 19                | 59                   | Morisset – Cooranbong              | 23 694            | 12,1%                          |
| 20                | 60                   | Armidale                           | 23 691            | 5,4%                           |
| 21                | 61                   | Goulburn                           | 22 906            | 8,1%                           |
| 22                | 63                   | Cessnock                           | 22 180            | 15,0%                          |
| 23                | 66                   | Forster – Tuncurry                 | 20 706            | 6,4%                           |
| 24                | 71                   | Griffith                           | 19 318            | 10,3%                          |
| 25                | 72                   | Broken Hill                        | 19 048            | 5,3%                           |
| 26                | 73                   | Grafton                            | 18 698            | 2,1%                           |
| 27                | 79                   | Kurri Kurri – Weston               | 17 241            | 11,2%                          |
| 28                | 80                   | Singleton                          | 16 904            | 8,1%                           |
| 29                | 81                   | Batemans Bay                       | 16 593            | 11,3%                          |
| 30                | 84                   | Camden Haven                       | 16 289            | 8,8%                           |
| 31                | 89                   | Ulladulla                          | 15 057            | 6,0%                           |
| 32                | 96                   | St Georges Basin – Sanctuary Point | 13 657            | 15,9%                          |
| 33                | 97                   | Lithgow                            | 12 989            | 3,1%                           |
| 34                | 88                   | Muswellbrook                       | 12 723            | 10,9%                          |
| 35                | 101                  | Parkes                             | 11 491            | 6,9%                           |
| −                 | −                    | Nova Gales do Sul                  | 7 518 472         | 10,4%                          |

### Ancestralidade e imigração
No censo australiano de 2016, as ancestralidades mais comumente nomeadas foram: 
- Inglesa (33%)
- Australiana (32.4%) [nota 3]
- Irlandesa (10,6%)
- Escocesa (8,4%)
- Chinesa (7,4%)
- Italiana (3,9%)
- Alemã (3,4%)
- Indiana (3%)
- Indígena (2,9%) [nota 4]
- Libanesa (2,4%)
- Grega (1,9%)
- Filipina (1,7%)
- Vietnamita (1,6%)
- Neerlandesa (1,1%)

No censo de 2016, havia 2 581 138 pessoas que nasceram no exterior vivendo em Nova Gales do Sul, respondendo por 34,5% da população. Apenas 45,4% da população de Nova Gales teve ambos os pais nascidos na Austrália.
Cerca de 2,9% da população, ou 216 176 pessoas, se identificaram como aborígenes australianos ou nativos do Estreito de Torres em 2016.

### Línguas
Uma porcentagem de 26,5% das pessoas em Nova Gales do Sul falam outro idioma além do inglês em casa, sendo o mandarim (3,2%), o árabe (2,7%), o cantonês (1,9%), o vietnamita (1,4%) e o grego (1,1%).

### Religiões
No censo de 2016, as religiões e denominações cristãs mais comumente relatadas foram o catolicismo romano (24,7%), o anglicanismo (15,5%) e o islã (3,6%). Cerca de 25,1% da população disse não ter religião.

## Economia

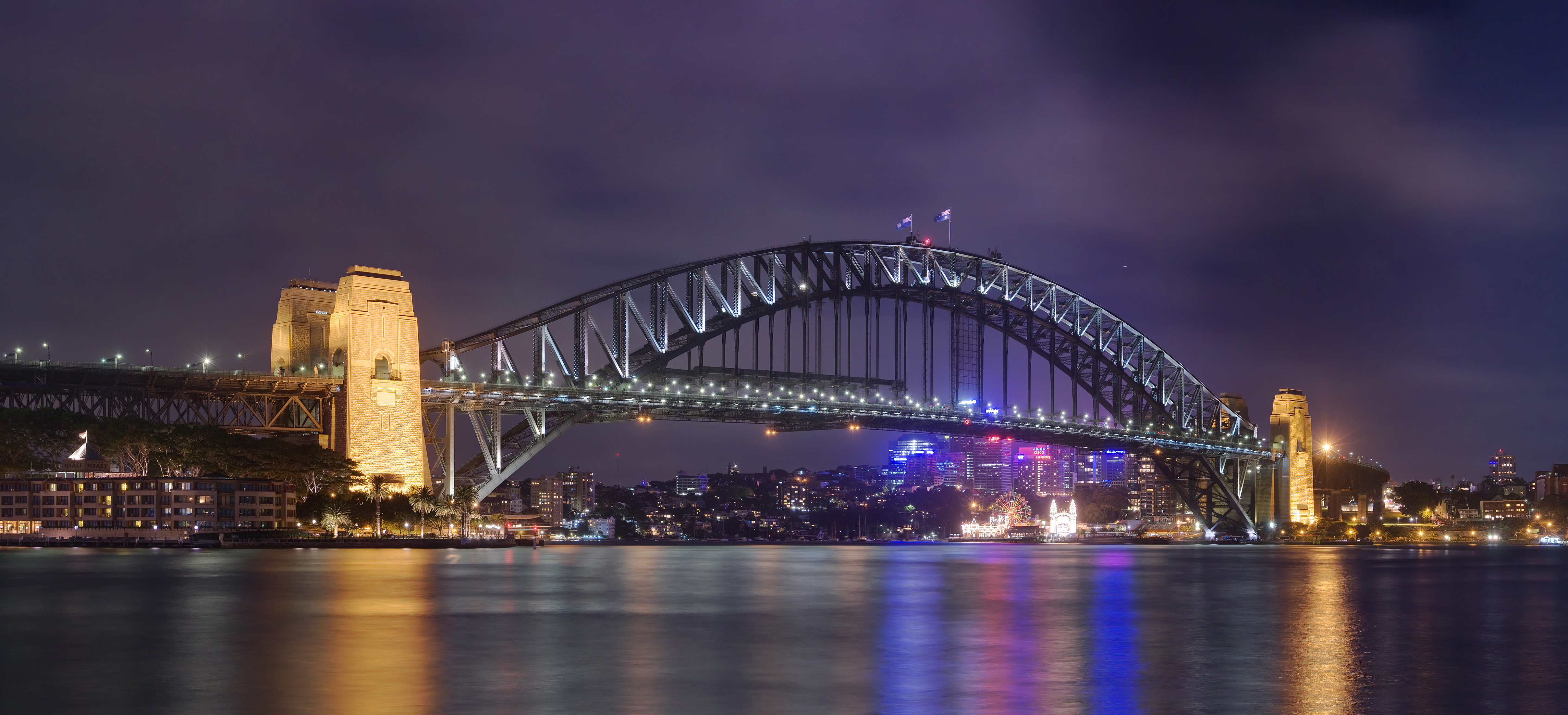
A Ponte da Baía de Sydney é uma importante atração turística para Nova Gales do Sul e uma imagem mundialmente reconhecida da própria Austrália.

Desde a década de 1970, Nova Gales do Sul passou por uma transformação econômica e social cada vez mais rápida. Antigas indústrias, como a do aço e construção naval, desapareceram amplamente; embora a agricultura continue sendo importante, sua parcela da renda do estado é menor do que nunca.
Novas indústrias, como tecnologia da informação e serviços financeiros, estão amplamente centradas em Sydney e subiram para ocupar o seu lugar, com muitas empresas com sede na Austrália em Sydney CBD. Além disso, a área de Macquarie Park, em Sydney, atraiu a sede australiana de muitas empresas de tecnologia da informação.
Carvão e produtos relacionados são as maiores exportações do estado. Seu valor para a economia do estado é superior a A$ 5 bilhões, representando cerca de 19% de todas as exportações do estado de NSW.

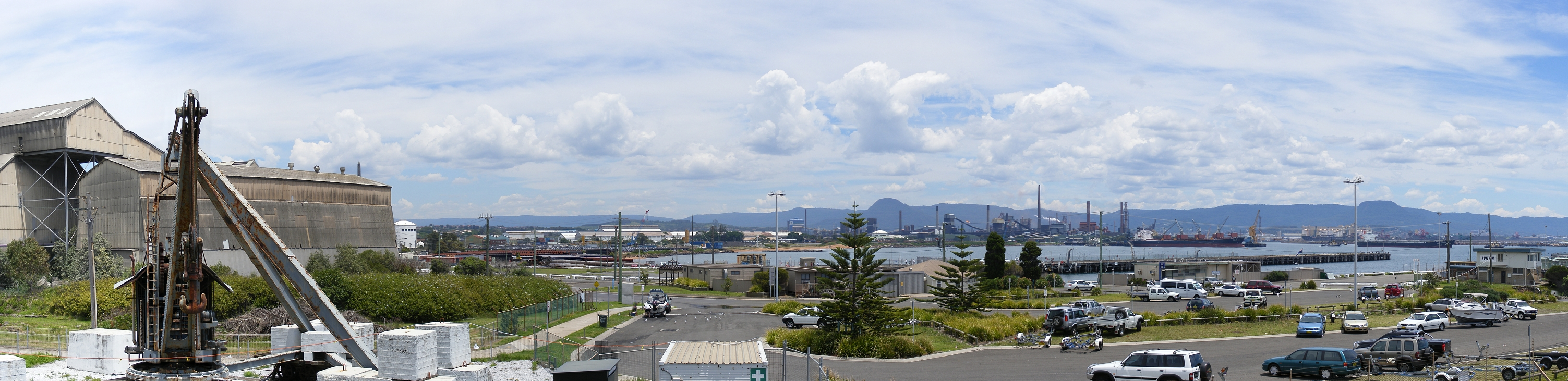
Port Kembla é notável por sua indústria siderúrgica, com muitos navios utilizando o porto.

O turismo também se tornou importante, tendo Sydney como centro, também estimulando o crescimento na Costa Norte, ao redor de Coffs Harbour e Byron Bay. O turismo rende mais de A$ 25,1 bilhões para a economia de Nova Gales do Sul e emprega 7,1% da força de trabalho. Em 2007, o então primeiro-ministro de Nova Gales do Sul, Morris Iemma, estabeleceu a Events New South Wales para comercializar Sydney e Nova Gales do Sul como um dos principais destinos globais de eventos. Em julho de 2011, o Events NSW se fundiu com três autoridades estaduais importantes, incluindo Tourism NSW, para estabelecer o Destination NSW (DNSW).
O estado de Nova Gales do Sul teve um Produto Estadual Bruto em 2018–19 (equivalente ao Produto Interno Bruto) de A$ 614,4 bilhões, o que equivale a A$ 76 361 per capita.
Em 9 de outubro de 2007, Nova Gales do Sul anunciou planos para construir um banco de turbinas eólicas de mil MW. Prevê-se que a produção destas seja capaz de abastecer até 400 mil residências. O custo deste projeto será de A$ 1,8 bilhão para 500 turbinas. Em 28 de agosto de 2008, o gabinete de Nova Gales do Sul votou pela privatização do varejo de eletricidade, causando a greve de 1,5 mil trabalhadores do setor de energia após uma grande campanha anti-privatização.
A comunidade empresarial de Nova Gales do Sul é representada pela Câmara de Negócios de NSW, que possui 30 mil membros.

## Política

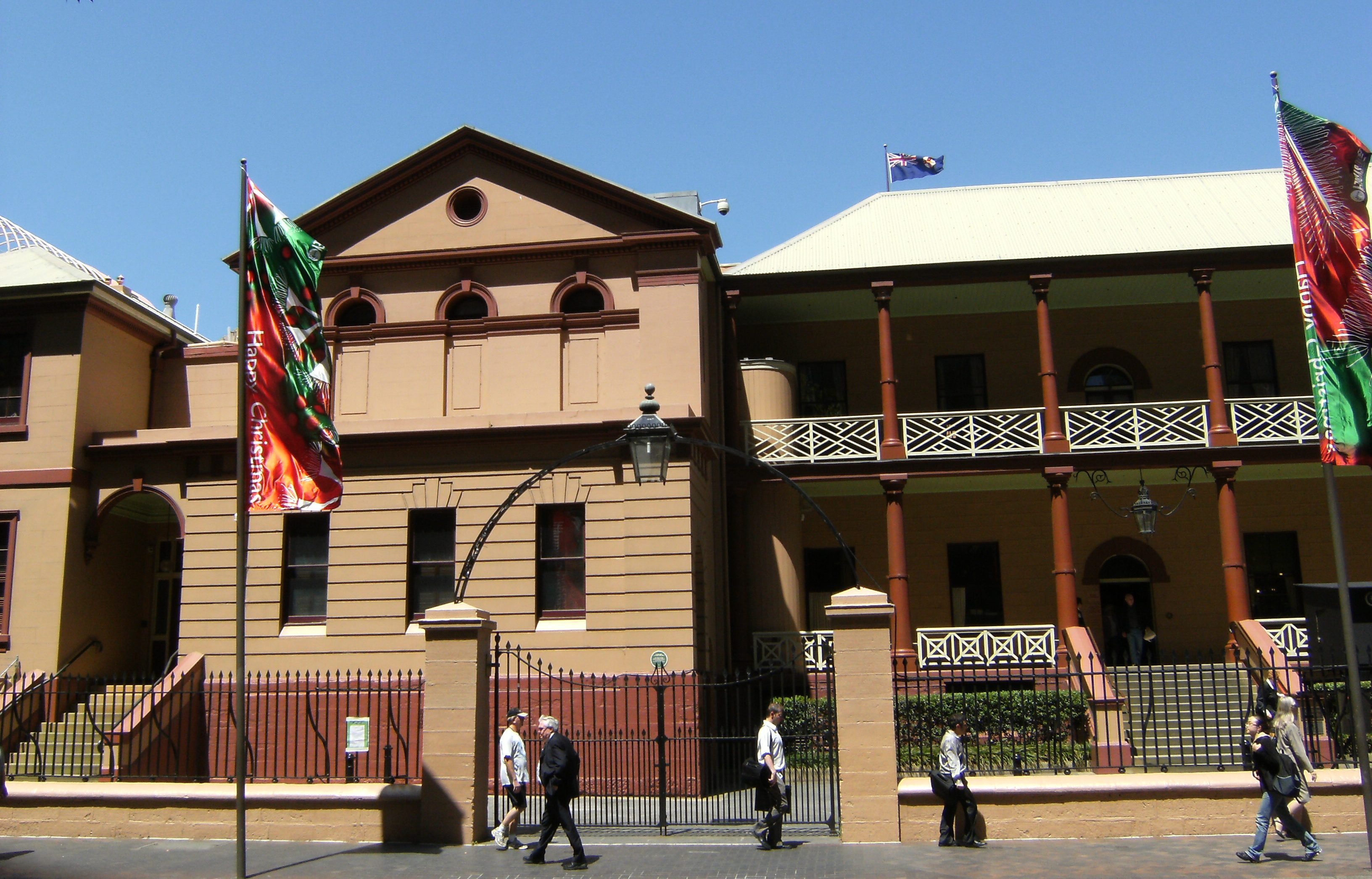
Casa do Parlamento de Nova Gales do Sul.

A autoridade executiva é exercida pelo governador de Nova Gales do Sul, que representa e é nomeado por Charles III, rei da Austrália. A atual governadora é Margaret Beazley. O Governador comissiona como primeiro-ministro (ou premier) o líder do partido político parlamentar que pode obter uma maioria simples de votos na Assembleia Legislativa. O primeiro-ministro recomenda a nomeação de outros Membros das duas Casas para o Ministério, sob o princípio responsável ou sistema Westminster. Como em outros sistemas de Westminster, não há exigência constitucional em Nova Gales do Sul para que o governo seja formado a partir do Parlamento − apenas uma convenção. A primeira-ministra é Gladys Berejiklian, do Partido Liberal.

### Constituição

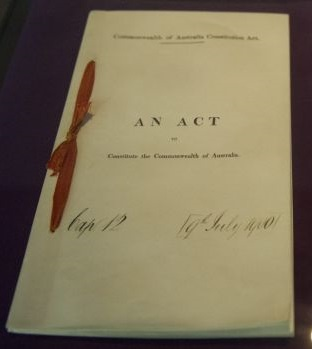
Cópia da Lei de Constituição da Comunidade da Austrália (1900)

A forma do governo de Nova Gales do Sul é prescrita em sua Constituição, que data de 1856 e atualmente pela Lei da Constituição de 1902. Desde 1901, Nova Gales do Sul é um estado da Comunidade da Austrália, e a Constituição Australiana regula seu relacionamento com a Comunidade.
Em 2006, a Lei de Compromisso de Lealdade à Emenda Constitucional 2006 N.º 6, foi promulgada para alterar a Lei de Constituição de 1902 para exigir que os membros do Parlamento de Nova Gales do Sul e seus ministros assumissem um compromisso de lealdade à Austrália e ao povo do estado, em vez de jurar lealdade à rainha Isabel II, seus herdeiros e sucessores, e revisar os juramentos feitos pelos conselheiros executivos. A Lei de Compromisso de Lealdade foi oficialmente aprovada pela Rainha em 3 de abril de 2006. A opção de jurar lealdade à Rainha foi restaurada como uma opção alternativa em junho de 2012.
Sob a Constituição Australiana, Nova Gales do Sul cedeu certos poderes legislativos e judiciais à Comunidade, mas manteve a independência em todas as outras áreas. A Constituição de Nova Gales do Sul diz: "O Legislativo, sujeito às disposições da Lei da Constituição da Comunidade da Austrália, terá poder para fazer leis para a paz, o bem-estar e o bom governo de Nova Gales do Sul em todos os casos".

### Parlamento
O primeiro governo autônomo "responsável" de Nova Gales do Sul foi formado em 6 de junho de 1856 com Sir Stuart Alexander Donaldson, nomeado pelo governador Sir William Denison como seu primeiro secretário colonial, que naquela época era também o primeiro-ministro. O Parlamento de Nova Gales do Sul é composto pelo Soberano e duas casas: a Assembleia Legislativa (câmara baixa) e o Conselho Legislativo (câmara alta). As eleições são realizadas a cada quatro anos no quarto sábado de março, sendo o mais recente em 23 de março de 2019. A cada eleição, um membro é eleito para a Assembleia Legislativa de cada um dos 93 distritos eleitorais e metade dos 42 membros do Conselho Legislativo é eleita por um eleitorado estadual.

### Governo local
Nova Gales do Sul está dividida em 128 áreas de governo local. Há também a região do oeste ocidental sem personalidade jurídica, que não faz parte de nenhuma área de governo local, no distante oeste escassamente habitado, e a Ilha de Lord Howe, que também é sem personalidade jurídica, mas é autogovernada pelo conselho da Ilha de Lord Howe.

## Educação

### Educação primária e secundária

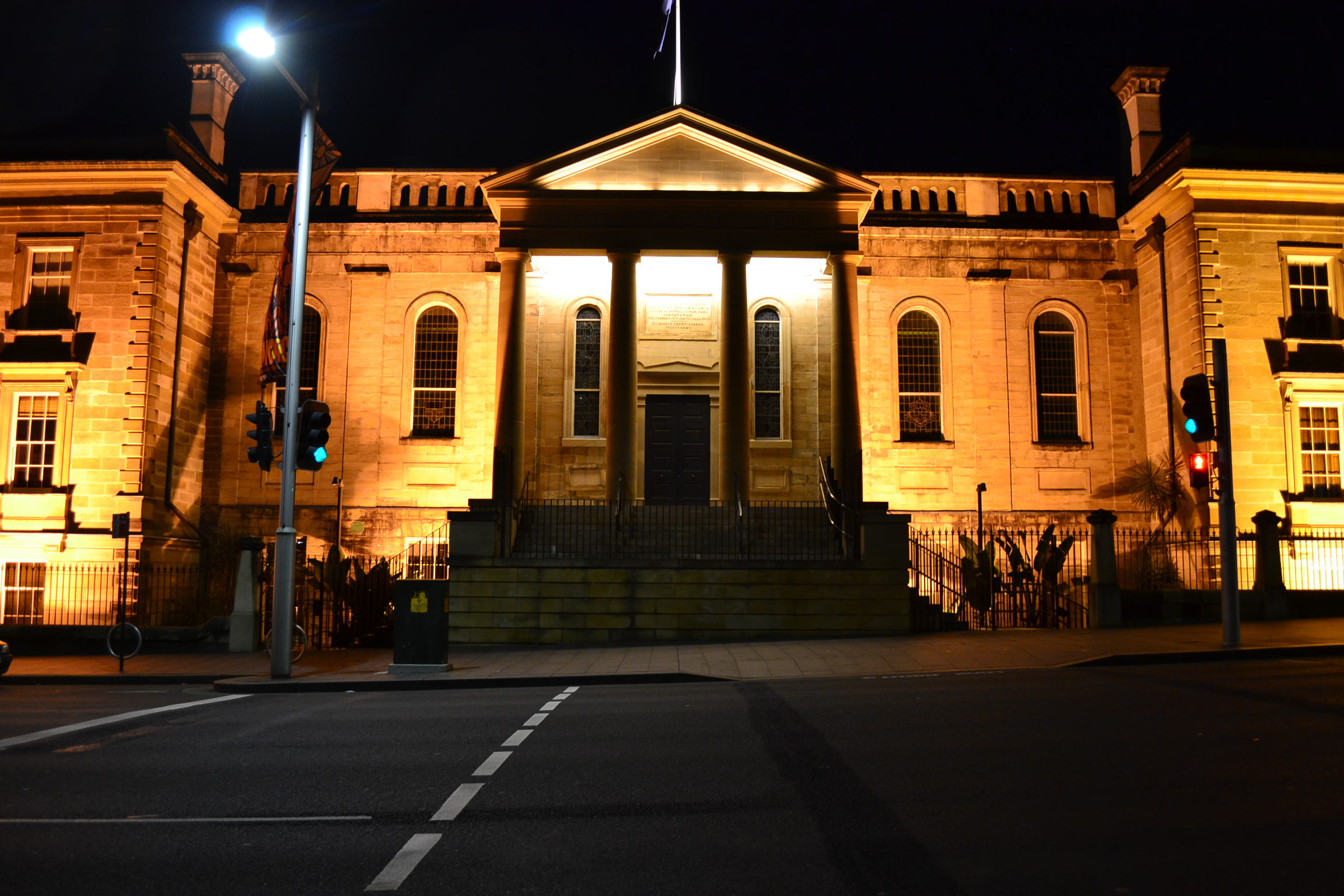
A Sydney Grammar School, fundada em 1854, é a mais antiga escola secundária ainda em uso no Sydney CBD

O sistema escolar do estado de Nova Gales do Sul compreende um sistema de jardim de infância até o ano 12, com ensino fundamental até 6 e ensino médio entre 7 e 12 anos. A escolaridade é obrigatória antes dos 6 anos até os 17 anos (a menos que o ano 10 seja concluído mais cedo). Entre 1990 e 2010, a escolaridade era obrigatória apenas em Nova Gales do Sul até os 15 anos.
As escolas primárias e secundárias incluem escolas governamentais e não governamentais. As escolas governamentais são ainda classificadas como escolas abrangentes e seletivas. As não-governamentais incluem escolas católicas, outras escolas denominacionais e escolas independentes não-denominacionais.
Normalmente, uma escola primária fornece educação do nível do jardim de infância ao ano 6. Uma escola secundária, geralmente chamada de "high school", fornece educação dos anos 7 a 12. As faculdades secundárias são escolas secundárias que servem apenas para os anos 11 e 12.
A NSW Education Standards Authority classifica os 13 anos de ensino fundamental e médio em seis estágios, começando no Estágio 1 (Jardim de Infância) e terminando no Estágio 6 (anos 11 e 12).

#### Registro de Realização Escolar
Um registro de realização escolar (RoSA) é concedido pela NSW Education Standards Authority aos alunos que concluíram pelo menos o ano 10, mas deixam a escola sem concluir o Certificado de Ensino Superior. O RoSA foi introduzido em 2012 para substituir o antigo certificado escolar.

#### Certificado de Ensino Superior
O Certificado de Ensino Superior (HSC) é o certificado de saída habitual do ano 12 em Nova Gales do Sul. A maioria dos estudantes recebe o HSC antes de ingressar na força de trabalho, estudar em uma universidade ou cursar uma educação técnica adicional (embora o próprio HSC possa ser conquistado no TAFE). O HSC deve ser preenchido para que um aluno obtenha uma classificação de admissão no ensino superior australiano (anteriormente Índice de Admissão de Universidades), que determina a classificação do aluno em relação aos colegas que concluíram o Certificado de Ensino Superior.

### Educação terciária

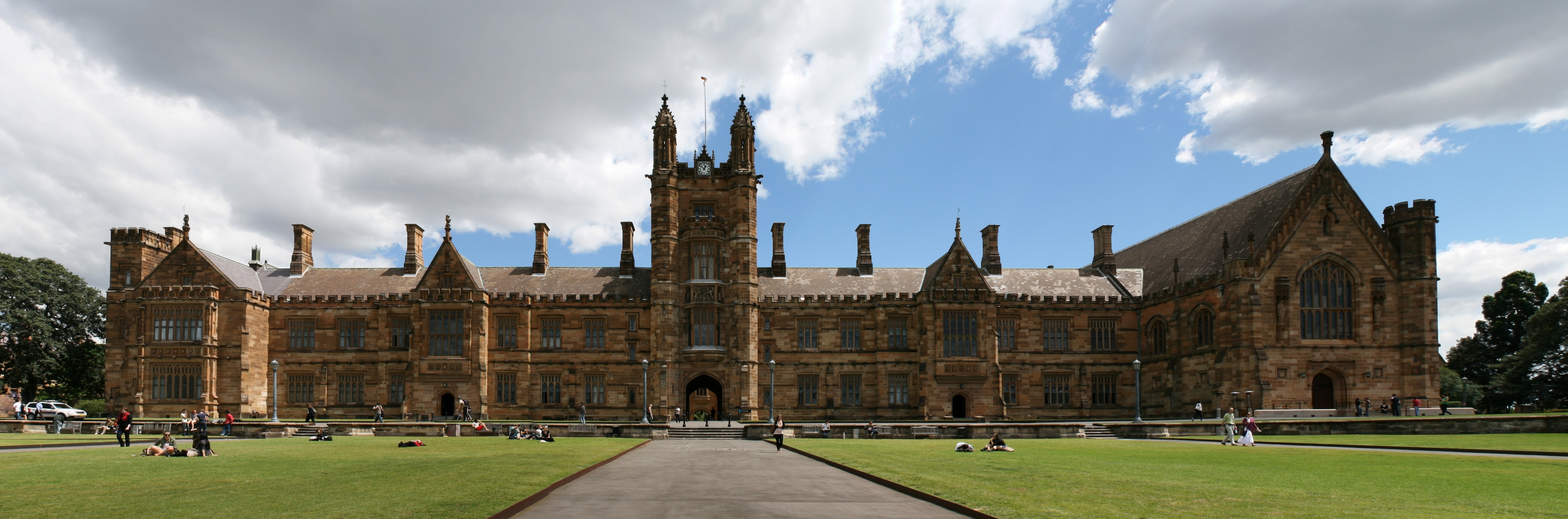
A Universidade de Sydney, fundada em 1850, é a universidade mais antiga da Austrália

Um total de onze universidades operam principalmente em Nova Gales do Sul. Sydney abriga a primeira universidade da Austrália, a Universidade de Sydney, fundada em 1850. Outras universidades incluem a Universidade de Nova Gales do Sul, a Universidade Macquarie, a Universidade de Tecnologia de Sydney e a Universidade do Oeste de Sydney. A Universidade Católica Australiana possui dois de seus seis campi em Sydney, e a Universidade de Notre Dame Austrália, que é privada e também opera um campus secundário na cidade.
Fora de Sydney, as principais universidades são a Universidade de Newcastle e a Universidade de Wollongong. Armidale é o lar da Universidade da Nova Inglaterra, e a Universidade Charles Sturt e a Universidade Southern Cross têm campi espalhados pelas cidades da costa sudoeste e norte do estado, respectivamente.
As universidades públicas são órgãos do governo estadual, porém são amplamente regulamentadas pelo governo federal, que também administra seu financiamento público. A admissão nas universidades de Nova Gales é organizada em conjunto com as universidades no Território da Capital Australiana por outra agência governamental, o Centro de Admissão de Universidades.
O treinamento vocacional é fornecido principalmente, até o nível de diplomas avançados é fornecido pelos dez institutos de Educação Técnica e Adicional (TAFE) do governo estadual. Esses institutos realizam cursos em mais de 130 campi em todo o estado.

## Transportes
A passagem por Nova Gales do Sul é vital para o transporte entre continentes. O tráfego ferroviário e rodoviário de Brisbane em Queensland, para Perth na Austrália Ocidental, ou Melbourne em Vitória, deve passar por Nova Gales do Sul.

### Ferrovias
Atualmente, a maioria das ferrovias de Nova Gales do Sul é operada pelo governo do estado. Algumas linhas começaram como filiais de ferrovias, começando em outros estados. Por exemplo, Balranald, perto da fronteira com Vitória, era conectada por uma linha ferroviária que vinha de Vitória e entrava em Nova Gales do Sul. Outra linha começando em Adelaide cruzava a fronteira e parava em Broken Hill.
O gerenciamento das ferrovias é conduzido pela Sydney Trains e NSW TrainLink, que mantêm o material circulante. A Sydney Trains opera trens dentro de Sydney, enquanto a NSW TrainLink opera fora de Sydney, com serviços interurbanos, nacionais e interestaduais.
Os trens de Sydney e da NSW TrainLink têm seu terminal principal na estação central de Sydney. Os serviços regionais e de longa distância da NSW TrainLink consistem em serviços do tipo XPT para Grafton, Casino, Brisbane, Melbourne e Dubbo, bem como serviços do tipo Xplorer em Canberra, Griffith, Broken Hill, Armidale e Moree. Os trens interurbanos da NSW TrainLink operam nas linhas Blue Mountains, Central Cost e Newcastle, South Coast, Southern Highlands e Hunter.

### Rodovias

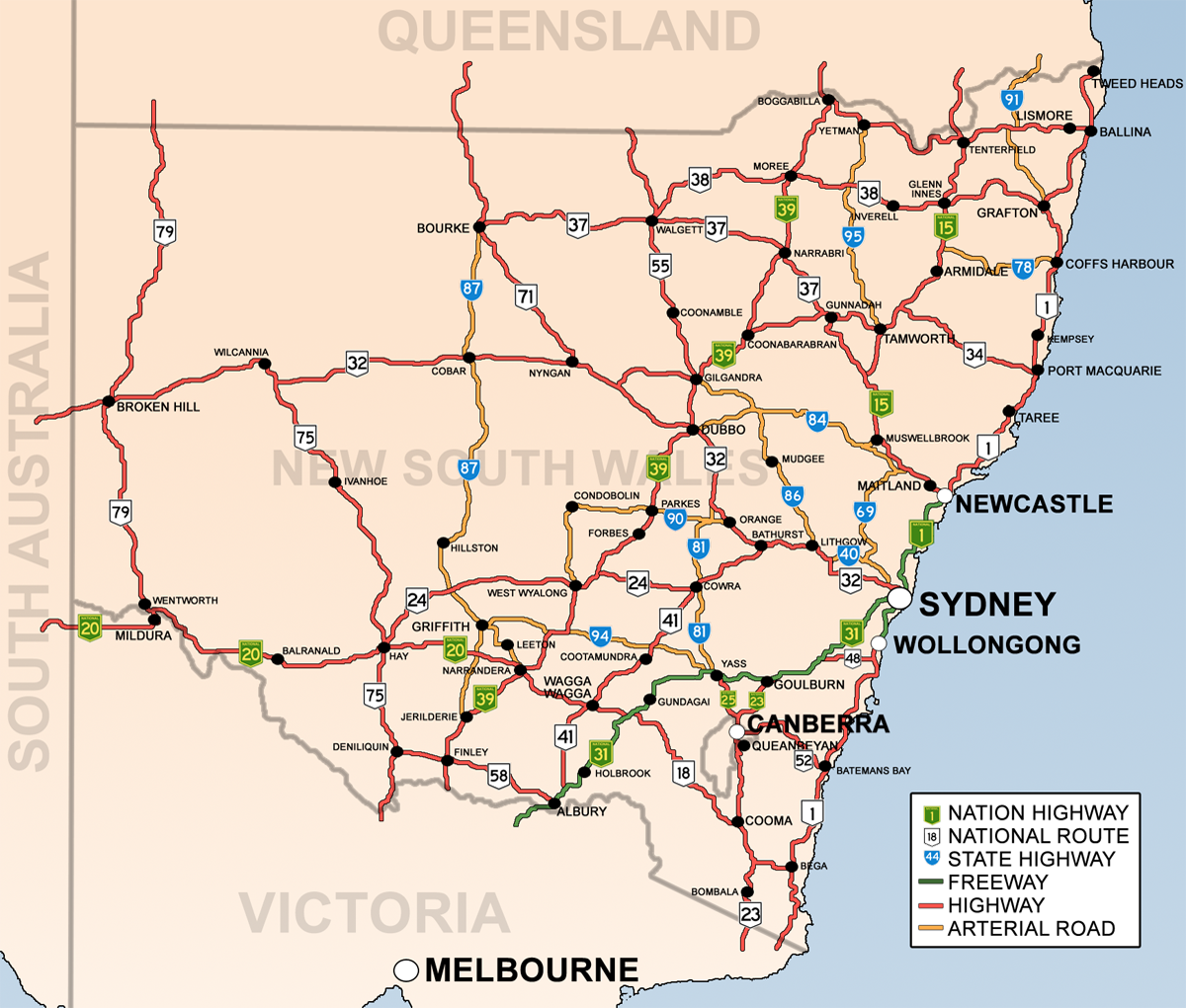
Mapa das rodovias do estado de Nova Gales do Sul

As principais estradas são preocupação dos governos federal e estadual. Este último mantém essas informações através do Departamento de Estradas e Serviços Marítimos, anteriormente a Autoridade de Estradas e Tráfego e, antes disso, o Departamento de Estradas Principais (DMR).
As principais estradas de Nova Gales do Sul são:
- Hume Highway ligando Sydney a Melbourne em Vitória;
- Princes Highway ligando Sydney a Melbourne pela costa do mar da Tasmânia;
- Pacific Highway que liga Sydney a Brisbane em Queensland pela costa do Pacífico;
- New England Highway, que vai da Pacific Highway, de Newcastle a Brisbane, por uma rota interior;
- Federal Highway que vai da Hume Highway ao sul de Goulburn até Camberra, no Território da Capital Australiana;
- Sturt Highway, que vai da Hume Highway perto de Gundagai para Adelaide, na Austrália Meridional;
- Newell Highway ligando o interior rural de Vitória a Queensland, passando pelo centro de Nova Gales do Sul;
- Great Western Highway que liga Sydney a Bathurst. Como rota 32, continua para o oeste como a Mitchell Highway e depois como a Barrier Highway para Adelaide via Broken Hill.

Outras estradas são geralmente uma preocupação da RMS e ou das autoridades de governo local.

### Aerovias

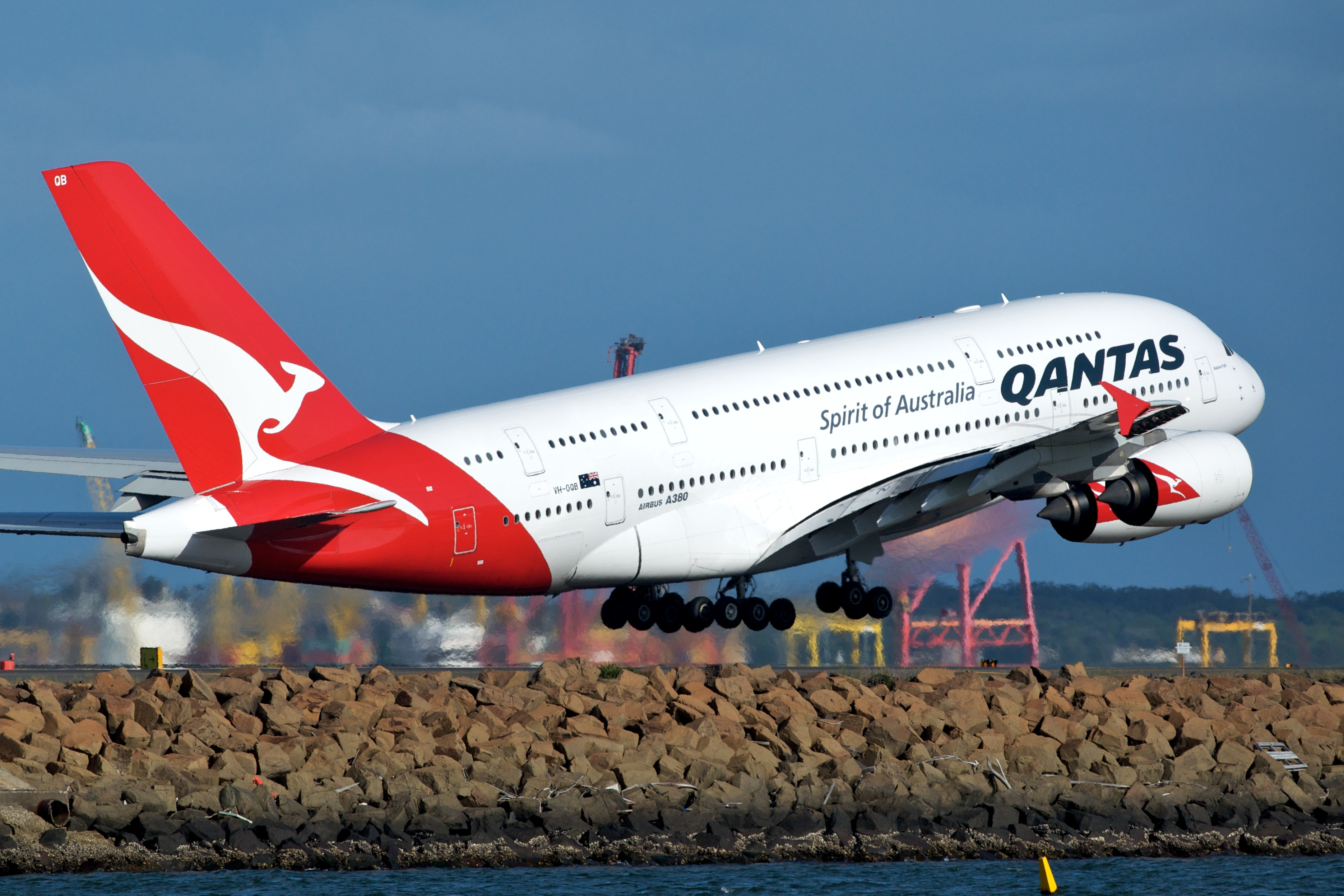
A380 da Qantas decolando no aeroporto de Sydney.

O Aeroporto Internacional Kingsford Smith (geralmente chamado de Aeroporto de Sydney, e localmente conhecido como Mascot Airport ou apenas 'Mascot'), localizado no subúrbio de Mascot, no sul de Sydney, é o principal aeroporto não apenas do estado, mas de toda a Austrália. É um centro para a companhia aérea nacional da Austrália, a Qantas.
Outras companhias aéreas que servem a região de Nova Gales do Sul incluem:
- Jetstar;[88]
- Regional Express (também conhecidas como Rex);[89]
- Virgin Australia (anteriormente conhecida como Virgin Blue Airlines);[90]

### Hidrovias
A Harbour City Ferries opera os serviços da Sydney Ferries no porto de Sydney e no rio Parramatta, enquanto a Newcastle Transport possui um serviço de balsa dentro de Newcastle. Todos os outros serviços de balsa são operados de maneira privada.
A Spirit of Tasmania administrava um serviço de balsa comercial entre Sydney e Devonport, no estado da Tasmânia. Este serviço foi encerrado em 2006.

Os serviços de barco particular operavam entre a Austrália Meridional, Vitória e Nova Gales do Sul, ao longo dos rios Murray e Darling, mas agora só existem como serviços ocasionais de transporte a pé para turistas.